# Parapholidoptera willemsei
Parapholidoptera willemsei är en insektsart som beskrevs av Katbeh Bader och Massa 2001. Parapholidoptera willemsei ingår i släktet Parapholidoptera och familjen vårtbitare. Inga underarter finns listade i Catalogue of Life.